# Leroy (Texas)
Leroy è un centro abitato degli Stati Uniti d'America situato nella contea di McLennan dello Stato del Texas.
La popolazione era di 337 persone al censimento del 2010. Fa parte dell'area metropolitana di Waco.

## Geografia fisica
Leroy è situata a 31°43′54″N 97°01′13″W (31.731794, -97.020240).
Secondo lo United States Census Bureau, ha un'area totale di 1,9 miglia quadrate (4,9 km²).

## Società

### Evoluzione demografica
Secondo il censimento del 2000, c'erano 335 persone, 121 nuclei familiari e 86 famiglie residenti nella città. La densità di popolazione era di 175,7 persone per miglio quadrato (67,7/km²). C'erano 134 unità abitative a una densità media di 70,3 per miglio quadrato (27,1/km²). La composizione etnica della città era formata dal 93,13% di bianchi, il 4,48% di afroamericani, l'1,79% di altre razze, e lo 0,60% di due o più etnie. Ispanici o latinos di qualunque razza erano il 2,09% della popolazione.
C'erano 121 nuclei familiari di cui il 28,9% aveva figli di età inferiore ai 18 anni, il 62,8% aveva coppie sposate conviventi, il 7,4% aveva un capofamiglia femmina senza marito, e il 28,9% erano non-famiglie. Il 24,8% di tutti i nuclei familiari erano individuali e il 12,4% aveva componenti con un'età di 65 anni o più che vivevano da soli. Il numero di componenti medio di un nucleo familiare era di 2,72 e quello di una famiglia era di 3,20.
La popolazione era composta dal 23,9% di persone sotto i 18 anni, il 9,9% di persone dai 18 ai 24 anni, il 28,7% di persone dai 25 ai 44 anni, il 20,9% di persone dai 45 ai 64 anni, e il 16,7% di persone di 65 anni o più. L'età media era di 39 anni. Per ogni 100 femmine c'erano 105,5 maschi. Per ogni 100 femmine dai 18 anni in giù, c'erano 109,0 maschi.
Il reddito medio di un nucleo familiare era di 40.500 dollari e quello di una famiglia era di 45.875 dollari. I maschi avevano un reddito medio di 30.625 dollari contro i 21.058 dollari delle femmine. Il reddito pro capite era di 16.970 dollari. Circa il 6,9% delle famiglie e il 6,3% della popolazione erano sotto la soglia di povertà, incluso nessuno sotto i 18 anni e il 28,1% di persone di 65 anni o più.